# Rik Samaey
Rik Samaey, né le 30 août 1960 à Ostende (Belgique), est un ancien joueur belge de basket-ball, ayant pris sa retraite professionnelle en 1996. Mesurant 2,04 m, il évolue au poste de pivot, principalement au BC Ostende et au RC Malines, remportant 22 titres et 11 distinctions au cours de ses 20 ans de carrière.

## Biographie

### Carrière professionnelle
Né en 1960 à Zandvoorde, village de la commune d'Ostende, Rik Samaey commence sa carrière sportive par le football dans son club local et au Club Bruges avant de se tourner vers le basket-ball à l’âge de 16 ans. En 1977, il entame sa carrière professionnelle avec le Sunair Oostende. Il y reste jusqu’en 1985, y remportant ses premiers titres de champion de Belgique, dont le premier en 1981, année où il est également élu meilleur joueur de la saison du championnat pour la première fois et meilleur espoir en 1979, après seulement trois ans comme basketteur à plein temps.
En 1985, Samaey rejoint le Racing Maes Mechelen, où il évolue jusqu’en 1995. Il accumule 12 titres de champion de Belgique, 10 Coupes de Belgique et 10 trophées de joueur belge de l’année (de 1981 à 1989 consécutivement, puis en 1993-1994), un record inégalé. Il se distingue également sur la scène européenne, notamment lors d’une victoire emblématique contre le Real Madrid en Coupe d’Europe.
En 1995, après la disparition du club de Malines, Samaey termine sa carrière professionnelle au RB Antwerp. Blessé au genou, il joue peu et devient brièvement entraîneur adjoint. En juin 1996, il est abruptement écarté par la direction, une décision qu’il vit comme une profonde injustice. Il quitte alors le monde du basket professionnel, mais continue à jouer au niveau amateur pour Damme en deuxième division jusqu’en 1999.

### Parcours en équipe nationale
En équipe nationale, Samaey compte 108 sélections. Il dispute le Championnat d’Europe 1979 en Belgique, marquant ses débuts internationaux, puis participe à l’Euro 1993 en Allemagne, où la Belgique bat notamment la Slovénie. Il est également sélectionné dans l’équipe européenne pour un match de gala à Paris en 1991.

### Après-carrière
Samaey entame une seconde carrière dans le privé, rejoignant la société Dumaplast, où il gravit les échelons jusqu’à devenir responsable administratif et logistique. Resté proche du monde du basket, il devient consultant pour la NBA sur Telenet et participe ponctuellement à des stages de formation. Il entraîne également des jeunes dans de petites équipes belges.

## Palmarès
|  |  | Sunair Ostende (10) Championnat de Belgique (5) - Champion : 1981, 1982, 1983, 1984, 1985 Coupe de Belgique (5) - Vainqueur : 1979, 1981, 1982, 1983, 1985 Distinctions personelles - Espoir belge de l'année : 1979 - Joueur de l'année : 1981, 1982, 1983, 1984, 1985 |  | RC Malines (12) Championnat de Belgique (7) - Champion : 1987, 1989, 1990, 1991, 1992, 1993, 1994 Coupe de Belgique (5) - Vainqueur : 1986, 1987, 1990, 1993, 1994 Distinctions personelles - Joueur de l'année : 1986, 1987, 1988, 1989, 1994 |